# 心臓を貫かれて
『心臓を貫かれて』(原題:Shot in the Heart)は、アメリカの犯罪者で元死刑囚のゲイリー・ギルモアについて、その弟で音楽ライターであるマイケル・ギルモアが記したノン・フィクション作品である。邦訳は作家の村上春樹が手がけた。

## 概要
当作品は1976年にアメリカのユタ州で二人の男性を殺害し、その後自ら望んで銃殺刑に処された犯罪者ゲイリー・ギルモアについて、その末弟でありプロの音楽ライターでもあるマイケル・ギルモアが家族としての立場から兄の成長過程やそれにまつわる自身の家族の過去について記し、それによって事件の動機や兄の心理について克明に迫ろうと努めたものである。
ゲイリーが起こした事件についての著作は他に作家のノーマン・メイラーがゲイリーに獄中インタビューを行う事により書かれた『死刑執行人の歌―殺人者ゲイリー・ギルモアの物語』があるが、当作品は他ならぬ弟自身が記したものであり、アプローチや家族間の物語における生々しさにおいて趣を全く異にしている。
作中では事件そのものよりもギルモア家やそれに連なる一族の物語について焦点が当てられ、ゲイリーやマイケルの父母兄弟だけではなくその父祖の世代から引き継がれる一族の根深い暴力やトラウマについて詳細に言及されている。筆者のマイケルはそれらを「呪い」として捉え、それによってゲイリーを始めとするギルモア家の人々が致命的に損なわれていく過程を赤裸々に描き出している。
また、暴力的な家庭で主に父親から酷い虐待を受け10代の内から塀の中での生活を繰り返してきたゲイリーや、同じように虐待を受けた他の二人の兄とは違い、末っ子であったために父親の暴力の対象となる事を免れ、また荒廃した生活を送る兄たちとは隔たった所で育ち早い内に家族から離れることが出来た自身との差異についての複雑な思いを記している。
加えてゲイリーの知人や関係者、少年院時代に彼のカウンセリングを担当したカウンセラーなどへのインタビューも行われており、それによっても無関係の二人の被害者を殺害するに至ったゲイリーの動機や内面について理解を深める事が出来るようになっている。

## 映像化
本作品は2001年に、アメリカのHBOでテレビ映画化されている。監督は『太陽と月に背いて』『秘密の花園』などのアニエスカ・ホランド、出演は『アバター』『ギフト』のジョバンニ・リビシなど。
（なお、それ以前にもノーマン・メイラーの共著者であったラリー・シラーの手によって1982年に同じくテレビ映画化されている。その際ゲイリー役を演じたのは若き日のトミー・リー・ジョーンズであり、ロザンナ・アークエットがその恋人であるニコールを演じた。）
- 監督：アニエスカ・ホランド
- 脚本：フランク・パグリース
- 出演
  - ジョバンニ・リビシ：マイケル・ギルモア
  - イライアス・コティーズ：ゲイリー・ギルモア
  - エリック・ボゴシアン
  - リー・ターゲセン
  - テリー・ビーヴァー
  - エイミー・マディガン：ベッシー・ギルモア
  - サム・シェパード：フランク・ギルモア・シニア